# Ballston–MU (Metro de Washington)

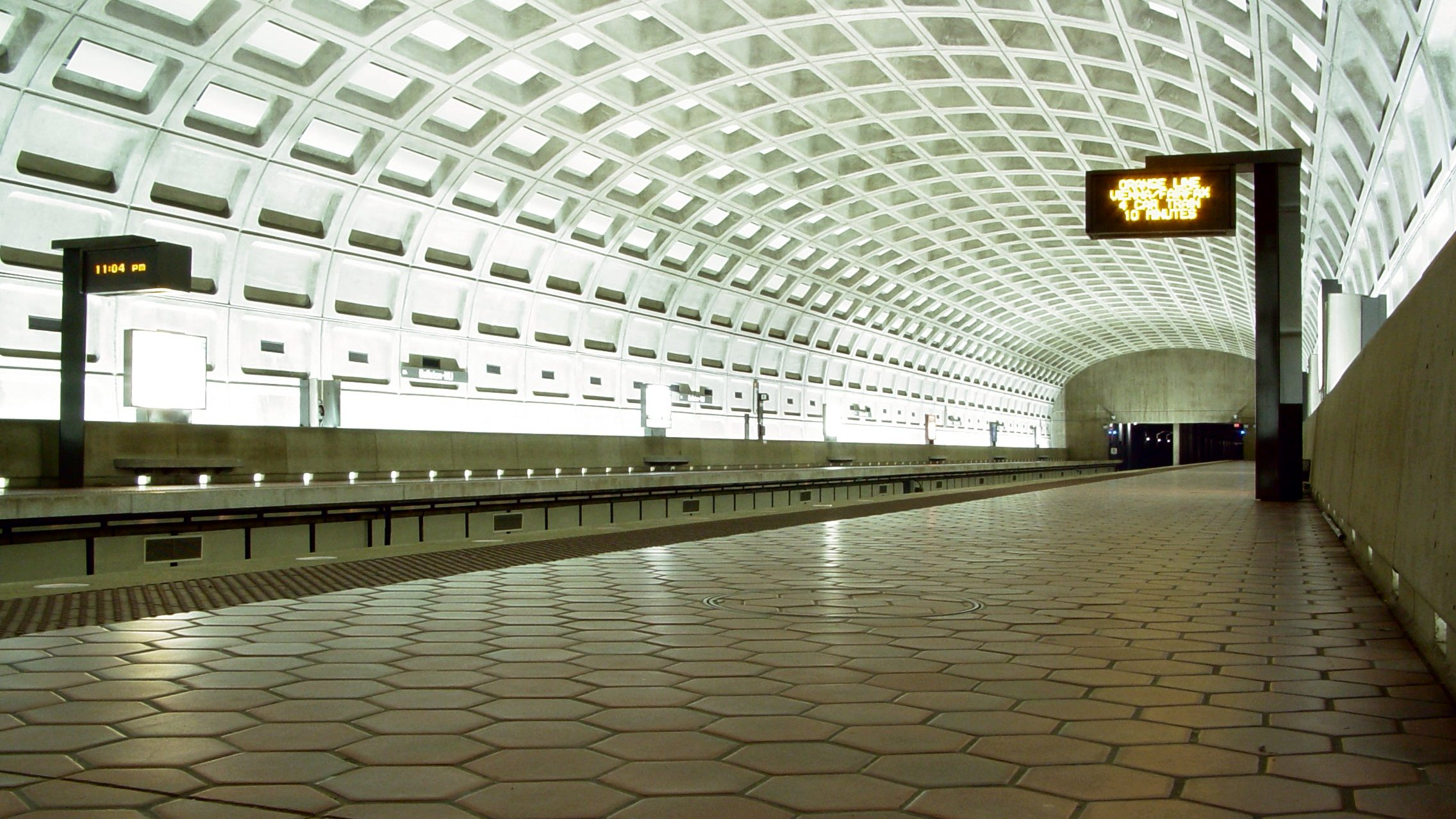
Estación Ballston-MU.

Ballston–MU es una estación en la línea Naranja del Metro de Washington y es administrada por la Autoridad de Tránsito del Área Metropolitana de Washington. La estación se encuentra localizada en Arlington, Virginia entre la Calle North Stuart Fairfax Drive cerca de la intersección con Wilson Boulevard y North Glebe Road. La estación también será parte de la línea Plata que será inaugurada en 2013.
La estación sirve a la comunidad de Ballston, Ballston Common Mall al igual que la Universidad Marymount (MU).  